# Flemming Just
Flemming Just (født d. 12. juni 1957 i Grimstrup) er en dansk historiker, som er museumsdirektør for Sydvestjyske Museer og adjungeret professor i samtidshistorie ved Historisk Institut, Syddansk Universitet.
I 1982 blev Just cand.mag. i historie og dansk fra Aarhus Universitet; og 10 år senere blev Just dr.phil. på grund af sin disputats Landbruget, staten og eksporten 1930-1950.
Just forsker bl.a. i andelsbevægelse, landbrugsorganisation og samfundsforhold.

## Publikationer (uddrag)
(2006) sammen med F. Trentmann: Food and Conflict in Europe in the Age of the Two World Wars. Palgrave Macmillan. ISBN 1403986843 (engelsk)
(2003) Samarbejdsmodeller inden for forvaltning af natur og landskab i landbrugslandet: Casestudie fra Holland, Tyskland og Danmark. Arbejdsrapport 8. Center for Forskning og Udvikling i Landdistrikter. ISBN 8791304083
(1999) Landbrugets strukturudvikling - hvor går vi hen? I: "Tidsskrift for Landøkonomi", Det Kgl. Danske Landhusholdningsselskab
(1996) sammen med C. Porskrog Rasmussen og I. Gejl: Fra købmandsgård til koncern : Korn- og Foderstof Kompagniet 1896-1996. Erhvervsarkivet. ISBN 87-89386-17-5
(1992) Landbruget, staten og eksporten 1930-1950. South Jutland University Press. ISBN 87-7780-006-0
(1987) sammen med E. Helmer Pedersen og J. Jensen og L. Scheving: De første hundrede år : Danske Slagterier 1887-1987. Danske Slagterier. ISBN 87-982522-1-6
(1986) Banen fri for fremtiden - eller kampen om andelsloven 1909 - 1917. Sydjysk Universitetsforlag. ISBN 87-88521-43-5
(1984) Brugsforeningsbevægelsen 1866-1920 - med udgangspunkt i Ribe amt. Sydjysk Universitetsforlag. ISBN 87-88521-04-4
(1982) Kjære Broder: Breve fra husmand Terkel Kristensen 1860-1918. Historisk Samfund for Ribe Amt